# Belinda e il duca
Belinda e il duca ê un romanzo di Georgette Heyer del 1948.

## Trama
Il giovane e schivo duca di Sale, rimasto orfano in tenerissima età, è stato allevato dall'autoritario zio Lionel. Avendo sofferto di salute delicata ed essendo un ragazzo timido e remissivo, è sempre stato soffocato dalle premure della servitù e dalle attenzioni dello zio, senza mai osare ribellarsi. Adolphus (detto Gilly dai parenti stretti), raggiunta l'età di 24 anni ed ormai prossimo all'emancipazione dalla tutela di lord Lionel, accetta persino di fidanzarsi, dietro pressioni dello zio, con l'altrettanto timida amica d'infanzia lady Harriet Presteigne. Ma dentro di lui covano propositi di ribellione; il suo sogno è di trascorrere qualche giorno come il signor Nessuno di Nonsodove e di vivere qualche avventura. Così, quando il giovanissimo cugino Matthew gli rivela di essere vittima di un ricattatore (che richiede cinquemila sterline per un'improbabile rottura di promessa di matrimonio con una certa Belinda...), Gilly decide di aiutarlo: "scappa" da Sale House e per la prima volta prende da solo una diligenza sotto falso nome.
Quella che al giovane duca sembrava una semplice bravata, si complica assurdamente: si ritrova a carico un ragazzino ribelle e una fanciulla (Belinda) tanto bella quanto sciocca; viene rapito e minacciato di morte; viene creduto effettivamente morto dalla buona Società di Londra; il figlio dello zio Lionel, il bel cugino Gideon, viene sospettato di averlo ucciso per ereditare il titolo; lo stesso lord Lionel arriva a sospettare del figlio, che invece sta solo aiutando il cugino Gilly; la povera fidanzata lady Harriet si crede tradita...
Come il duca di Sale riesca con il suo buon senso e la sua pacatezza a salvare se stesso e le persone a lui care, a sbrogliare la matassa, ad emanciparsi, ottenendo tutta la libertà che desidera, ed a riconciliarsi con la fidanzata, è narrato in questo ironico romanzo di G. Heyer.